# Bryum fuscomucronatum
Bryum fuscomucronatum är en bladmossart som beskrevs av C. Müller 1897. Bryum fuscomucronatum ingår i släktet bryummossor, och familjen Bryaceae. Inga underarter finns listade i Catalogue of Life.